# 케빈 하치
케빈 하치(프랑스어: Kevin Hatchi, 1981년 8월 6일 ~ )는 프랑스의 전 축구 선수이다. 최근에 캐나다의 FC 에드먼턴에서 활약했다.

## 클럽 경력
프랑스의 르샹피오나, 벨기에의 주필러 리그등 유럽 리그에서 활약하다 2009년 대한민국 K-리그의 FC 서울로 이적했다. 전반기에 좋은 활약을 펼쳤지만, 주전 풀백이던 이종민이 복귀하면서 출장빈도가 낮아져 결국 7월 FC 서울과 상호 합의하에 계약을 해지하였다.